# Pico Bolívar

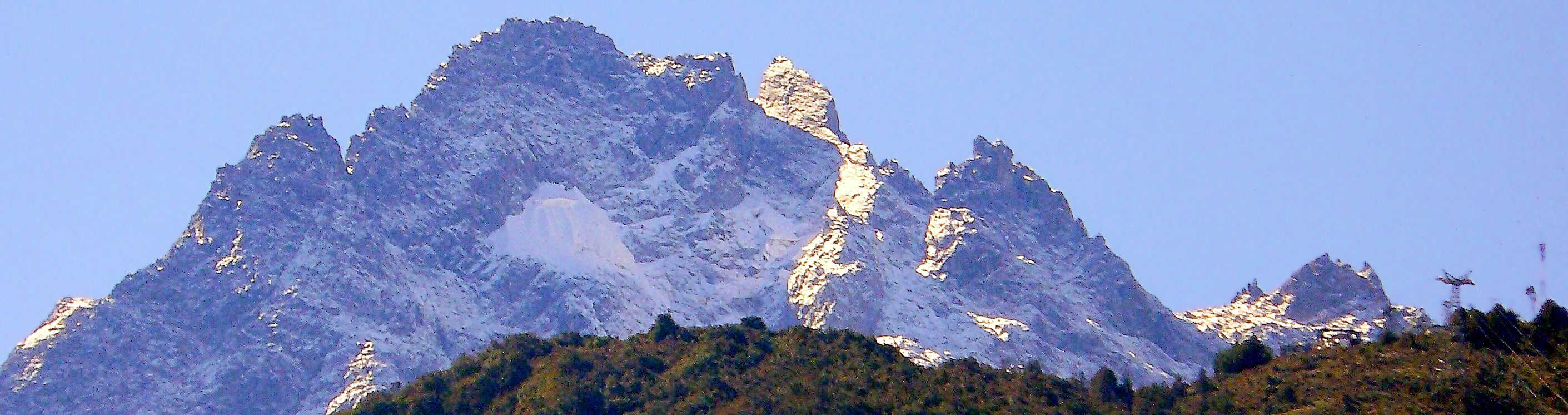
A Pico Bolívar panorámája

A Pico Bolívar Venezuela legmagasabb hegye. Mérida államban található A hegyet Simón Bolívar után nevezték el. 2002-ben Diego Deiros és Carlos Rodriguez (Simon Bolivar Egyetemen), valamint  José Hernández Napoleón (National Institute of kartográfia) geofizikai hegymászók a csúcs mért magasságának 4978,4 m-t adtak meg ± 0,4 méteres tűréssel.